# Margarita Stāraste-Bordevīka
Margarita Stāraste-Bordevīka (ur. 2 lutego 1914 we Włodzimierzu, zm. 18 lutego 2014) – radziecka i łotewska pisarka, scenografka i ilustratorka książek dla dzieci.

## Życiorys
Była jedyną córką agronoma Jānisa Barviksa. Uczyła się malarstwa u Vilhelmsa Purvītisa. W 1952 ukończyła studia na Wydziale Grafiki Akademii Sztuk Pięknych Łotewskiej SRR. 
Od 1937 brała udział w wystawach malarskich. Swoją pierwszą książkę opublikowała w 1942. Ilustrowała książki dla dzieci Rainisa, Eriksa Ādamsonsa, Dzidry Rinkule-Zemzare, Žanisa Grīvy i swoje własne. Autorka dekoracji do spektakli w Łotewskim Teatrze Lalek, Państwowym Teatrze Młodego Widza Łotewskiej SRR i dla łotewskiej telewizji.
Była współautorką opracowania zbioru pieśni ludowych Urū! Rurū! w języku liwskim i łotewskim. 
Od 1964 była członkiem Związku Artystów, a od 1992 Związku Pisarzy.
W 1994 i 2004 na 80- i 90-lecie urodzin artystki poczta łotewska wypuściła serie znaczków z ilustracjami jubilatki.
Na motywach bajki Zīļuks reżyserka Dace Rīdūze stworzyła film animowany, który został pokazany w ramach 61. Międzynarodowego Festiwalu Filmowego w Berlinie w 2011.

## Życie prywatne
W latach 1941–1969 była żoną rzeźbiarza Kārlisa Stārastsa. Z tego związku urodziła się córka Lilita. W 1993 wyszła za Gerrita Bordevika Holendra, którego poznała już w 1937. Po śmierci męża w 2000 wróciła do ojczyzny. Pochowana została w Rydze na Cmentarzu Leśnym.

## Nagrody i odznaczenia
- 1982 – Nagroda Pastariņš
- 7 kwietnia 1999 – Krzyż Komandorski Orderu Trzech Gwiazd[4]